# Cosmostigma racemosum
Cosmostigma racemosum är en oleanderväxtart som först beskrevs av William Roxburgh, och fick sitt nu gällande namn av Robert Wight. Cosmostigma racemosum ingår i släktet Cosmostigma och familjen oleanderväxter. Inga underarter finns listade i Catalogue of Life.